# Muralha de Salamanca

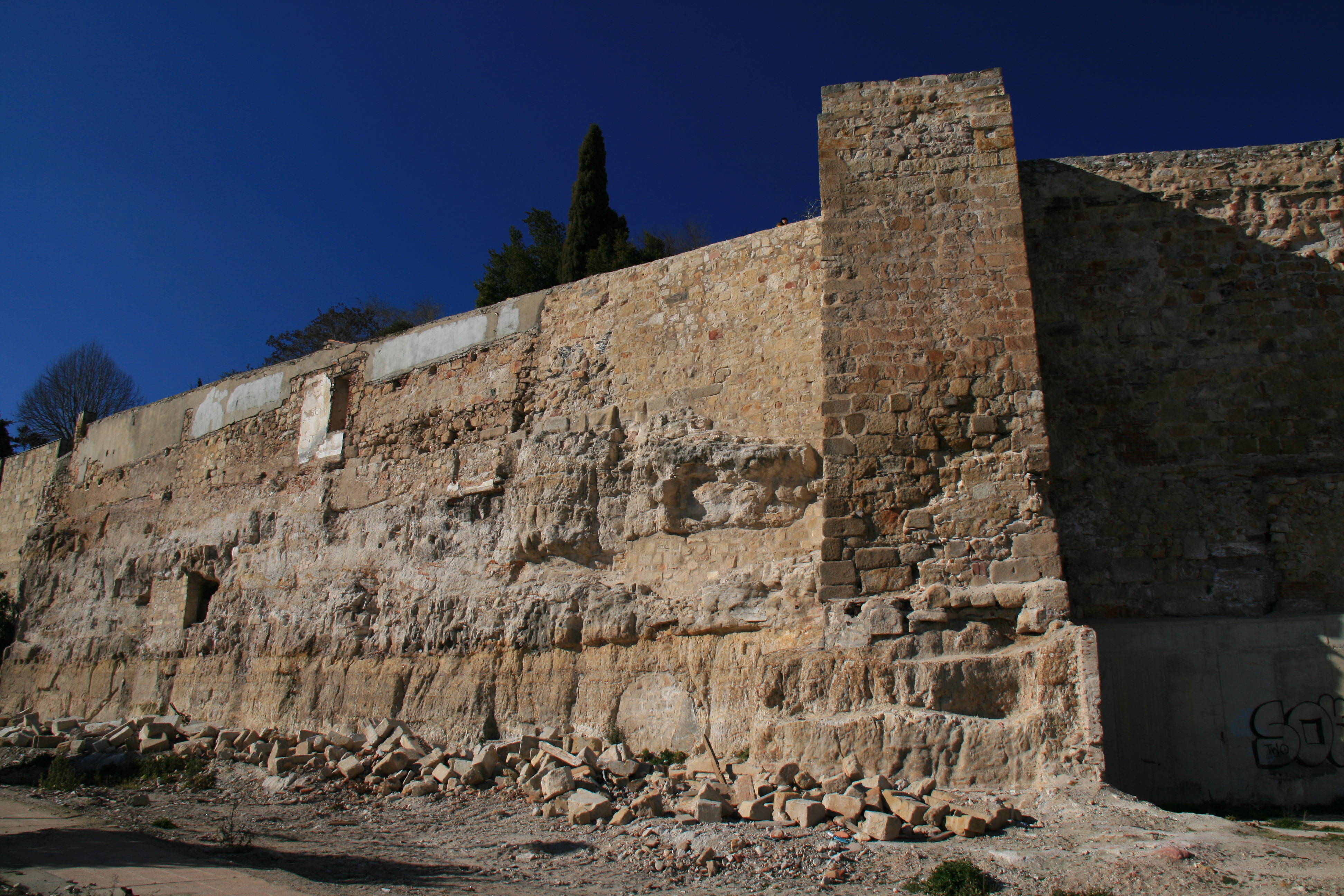
Muralha no sector da rua Reitor Esperabé, depois dos escombros das moradias adjacentes.

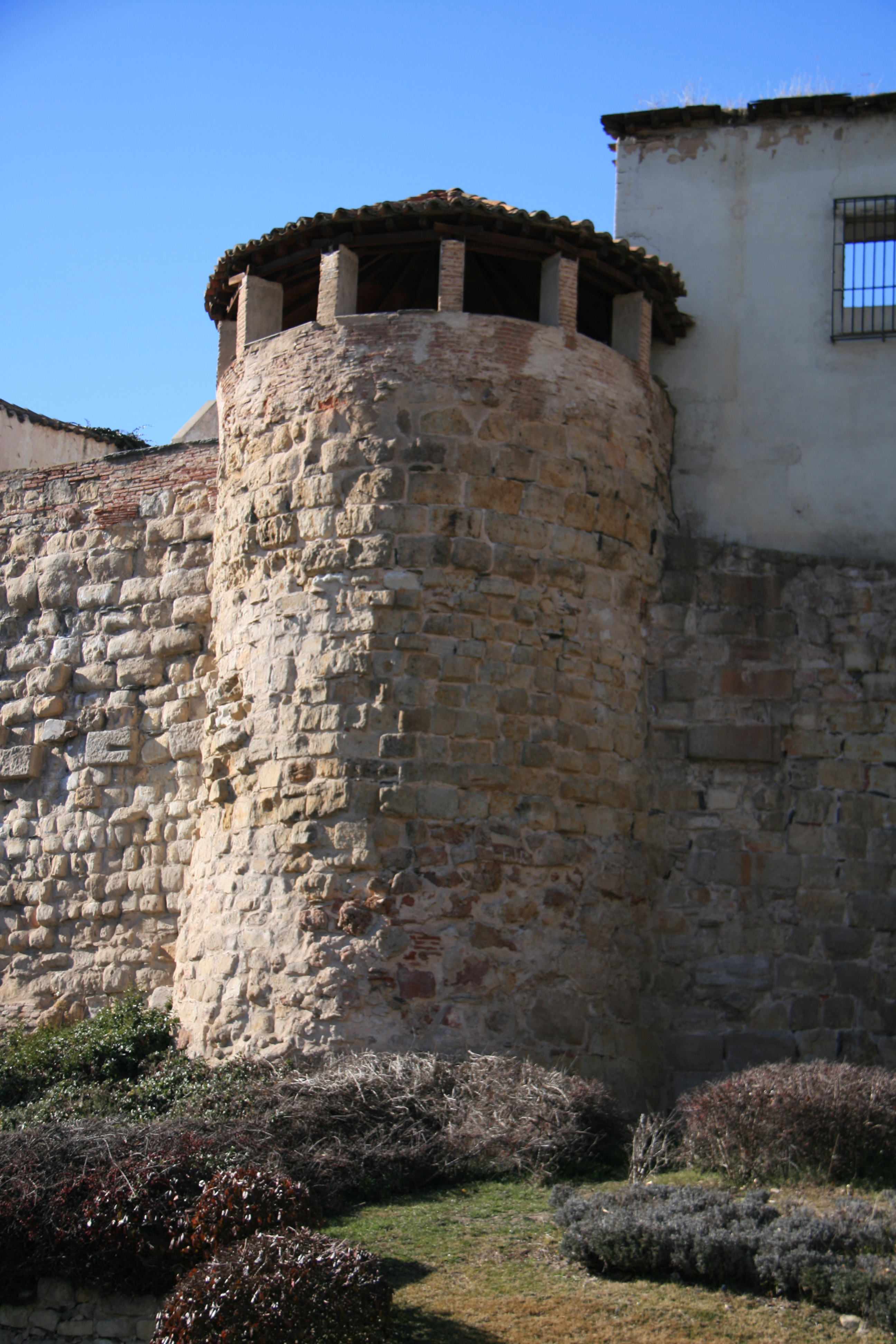

As muralhas de Salamanca são um conjunto defensivo de paramentos que defenderam antigamente a cidade. A cidade esteve fortificada ao longo da história em diversas ocasiões. Na actualidade existem bocados visíveis da muralha próximos das hortas de Calixto e Melibea junto ao rio Tormes. As muralhas conformam dois recintos amuralhados na cidade, o primeiro e mais antigo que possui seu centro na praça de Azogue Velho localizada nas cercanias da Catedral. O segundo que data do século XII que possui o seu centro na praça Maior. A velha muralha denominou-se cerca velha. As muralhas têm desaparecido progressivamente ao longo do século XIX. Na actualidade existem amostras da muralha na parte da cidade que dá ao rio.

## História
A muralhas de Salamanca têm conferido à cidade antiga de intramuros uma forma arredondada. Os dois recintos têm tido centros diferentes. O primeiro recinto amurado tinha como centro aproximadamente a Catedral Velha, enquanto o segundo correspondia à Junta. A muralha tem ido desaparecendo desde finais do século XIX à medida que produziu-se a expansão da cidade.

### A Cerca Velha
A antiguidade documentada das muralhas salamanquenses remonta-se a tempos de Plutarco que menciona que a cidade esteve fortificada quando foi conquistada no século III a.C. pelo general cartaginês Aníbal, sendo durante o período de conquista romana quando se fortifica com muralhas com pedra. A cidade fica sem realizar novas obras em sua muralha até o século XII no que Afonso VII de Leão ordena aos habitantes da cidade a sua nova construção, ampliando a área da cidade e absorvendo as zonas do velho arrabal.  Este novo recinto denominou-se em tempos Cidade Nova com o objecto de poder distingui-la da velha que estava por trás da cerco ou a primitiva muralha: Cerco Velha. Este cerco possuía cinco portas de acesso à cidade:
- A porta do Rio, denominada também como a de Hércules ou de Aníbal sendo os três nomes pelos que se conhece na época do século XIII.
- O postigo cego que vai dar à ponte velha e que possuía um arco ogival. Sendo derrubado em meados do século XIX foi o último dos sobreviventes da Cerca Velha.
- A Portinha de São João do Alcázar que olhava para oeste.
- A Porta do Sol que se denominava assim por estar orientada ao este. Esta porta deu origem à praça de São Isidro
- A Porta de São Sebastião junto à igreja de seu mesmo nome.

Nenhuma destas portas existe na actualidade.

### A Cidade Nova
O anel de muralhas de Salamanca no século XII coincide mais ou menos com o que hoje são os passeios do Reitor Esperabé, Canalejas, Mirat, Carmelitas e San Vicente, e do que segundo autores a igreja de São Marcos foi um cubo da muralha.  A muralha de 1147 encerra um área com forma ovoide que toma como centro da mesma a Praça de São Martin, em detrimento da praça de Azogue Velho localizada nas redondezas da Catedral. Quando no ano 1145 os Cavaleiro Hospitalários do Santo Sepulcro de Jerusalém edificam num monte da cidade a Igreja românica de São Cristóvão com o objecto da empregar como lugar de observação.
Esta muralha de perímetro maior possuía treze portas ao todo: a de São Paulo, Porta Nova, as duas de Santo Tomás, Sancti-Spíritus, Porta de Touro, Porta de Zamora, Porta de Villamaior, a de São Bernardes, Porta Falsa (denominada também como Porta de São Hilário ou de São Clemente), a porta de São Vicente dos Milagres, e as duas que possui em comum com a Cerca Velha de São João do Alcázar e a Porta do Rio. A invasão napoleónica deixou destruídas quase a totalidade das portas.

### Sua destruição
A cidade salmantina durante o século XIX descreve-se por alguns autores como uma cidade encerrada em suas muralhas ("Fechada por fortes muralhas, iluminada por débeis luzes e luzes de petróleo"), depois é de supor que ainda existiam nessa data. Os planos que se têm de Salamanca no século XIX são três e todos eles mostram partes da muralha ainda levantada.
As telas são aproveitadas para construir casas senhorias, como é o caso da Casa Lis (Palacete de estilo modernista construído no ano 1905) e em outros se agrupam adjacentes umas modestas moradias. Alguns dos restos da muralha se foram desagregando a fins do século XX, como é o caso do trecho de muralha na Porta de São Paulo na noite de 4 de junho de 2000.

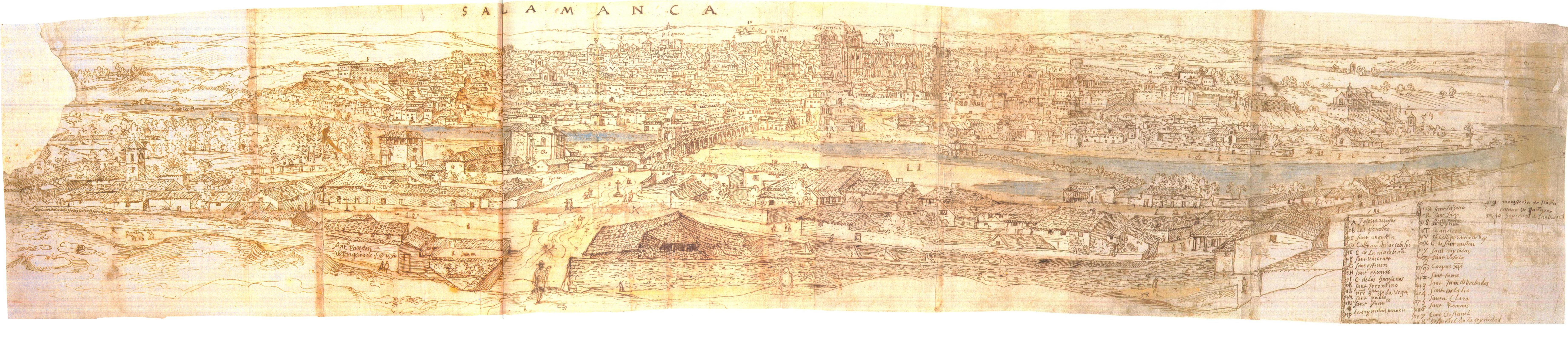
O viajante Anton Van den Wyngaerde retrata a cidade em 1570, podendo-se ver grande parte da muralha.

### Reabilitação
Depois do derrubo das casas encostadas à muralha no início do ano 2012 o Ministério da Fazenda e Administrações Públicas, através da sua Direcção Geral de Património, emite um projecto de reabilitação da muralha no sector da Rua Reitor Esperabé. A muralha reabilitou-se no trecho do jardim de Calixto e Melibea (2001-2003) e o trecho dos jardins da Graça (2008-2009).
O derrubo das casas fez-se com polémica, já que estas eram antigas, estavam já naturalizadas e não careciam de harmonia.